# Teresa Torrelles i Espina
Teresa Torrelles i Espina (Nalech, 27 de mayo de 1908 - Béziers, 18 de mayo de 1991) fue una militante feminista y anarcosindicalista española.

## Biografía
Hija de campesinos viticultores, la filoxera los obligó a trasladarse a Esparreguera en busca de trabajo, donde se establecieron el 1914 para trabajar, toda la familia, en la Colonia Sedó. A los dieciséis años empezó a militar en un grupo de juventud libertaria, donde conoció a Joan Graells Llopart, su compañero sentimental y de militancia hasta su muerte en octubre del 1938 en la batalla del Ebro, con quien tuvo una hija, Marisol.
En la huelga general de 1930 en Barcelona se encargó de transportar armas a la ciudad.Fundó el Grupo Femenino en Tarrasa, donde tuvo que trasladarse al ser calificada de "roja". Trabajó de obrera textil y se adhirió a la Mutualidad Cultural y Cooperativista. En 1936 participó en la fundación de la organización Mujeres Libres dentro de la Confederación Nacional del Trabajo (CNT), que publicaba una revista homónima y luchó por la igualdad de género dentro del sindicato y en el conjunto de la sociedad y por el empoderamiento de las mujeres en todas las esferas de la vida, empezando por su libertad sexual y la maternidad consciente. En plena guerra civil española, en 1938, fue responsable del hospital de la ciudad y miembro del ayuntamiento de Tarrasa. 
A finales de enero de 1939 tuvo que exiliarse a Francia con su hija, desde donde, en 1948, marchó a Argentina y militó en la Confederación General del Trabajo de la República Argentina y en la Federación Obrera Regional Argentina . En 1958, se trasladó a vivir a Venezuela, y en 1966 a Montady, en Languedoc, donde murió en el Hospital de Besiers en 1991.